# МакМаллен (Алабама)
МакМаллен (англ. McMullen) — місто (англ. town) в США, в окрузі Пікенс штату Алабама. Населення — 32 особи (2020).

## Географія
МакМаллен розташований за координатами 33°8′53″ пн. ш. 88°10′33″ зх. д. / 33.14806° пн. ш. 88.17583° зх. д. (33.148104, -88.175736).  За даними Бюро перепису населення США в 2010 році місто мало площу 0,29 км², уся площа — суходіл.

## Демографія
Згідно з переписом 2010 року, у місті мешкало 10 осіб у 7 домогосподарствах у складі 1 родини. Густота населення становила 35 осіб/км².  Було 9 помешкань (32/км²).
Расовий склад населення:
| - 60,0 % — чорних або афроамериканців - 10,0 % — білих - 30,0 % — осіб інших рас |

До двох чи більше рас належало 0,0 %. Частка іспаномовних становила 30,0 % від усіх жителів.
За віковим діапазоном населення розподілялося таким чином: 0,0 % — особи молодші 18 років, 50,0 % — особи у віці 18—64 років, 50,0 % — особи у віці 65 років та старші. Медіана віку мешканця становила 64,5 року. На 100 осіб жіночої статі у місті припадало 42,9 чоловіків;  на 100 жінок у віці від 18 років та старших — 42,9 чоловіків також старших 18 років.
Цивільне працевлаштоване населення становило 2 особи. Основні галузі зайнятості: освіта, охорона здоров'я та соціальна допомога — 100,0 %.